# Toga viril
A toga viril ou pura (em Latim: toga virillis) era um tipo de toga que, na Roma Antiga, tinha um significado particular, pois vesti-la significava a passagem da infância para a adolescência. Deve-se observar que, segundo Marco Terêncio Varrão, a infância entre os romanos durava até os 16 anos; a adolescência (adulescentia) por sua vez durava dos 16 aos 30 anos e a juventude (iuventa) dos 30 aos 45 anos.

## Significado
A toga viril era branca, sem adornos nem tintura e poderia ser usada por qualquer cidadão romano em idade adulta (a noção de adolescente em Roma diverge da atual). Uma vez que se vestia esta toga, já eram cidadão capazes de exercer os cargos da república e posteriormente do império, assim como para o serviço militar, se não abandonada a patria potestas.

## Rito de passagem
O rito de passagem da infância para a idade adulta era presidida pela deusa Juventas. Antes deste momento os jovens usavam a  toga praetexta, de cor púrpura, reservada às crianças e aos magistrados.